# 160903 Shiokaze
160903 Shiokaze este un asteroid din centura principală de asteroizi.

## Descriere
160903 Shiokaze este un asteroid din centura principală de asteroizi. A fost descoperit pe 14 octombrie 2001 la Kuma Kogen de Akimasa Nakamura. Asteroidul prezintă o orbită caracterizată de o semiaxă mare de 2,63 ua, o excentricitate de 0,09 și o înclinație de 1,4° în raport cu ecliptica.